# Marion Aubert
Marion Aubert est une comédienne et une auteure de théâtre française, née en 1977 à Aurillac.

## Biographie
Marion Aubert est diplômée de l’École nationale supérieure d'art dramatique de Montpellier.
Elle écrit son premier texte, Petite Pièce médicament, alors qu'elle suit sa formation de comédienne au Conservatoire national d'art dramatique de Montpellier, dirigé par Ariel Garcia-Valdès. La pièce est créée au théâtre d'O (Montpellier) en 1996. Elle fonde en 1997 la compagnie Tire pas la Nappe, avec Capucine Ducastelle et Marion Guerrero.    
La plupart de ses pièces sont éditées chez Actes-Sud Papiers et créées par sa compagnie. 
Elle reçoit le prix Nouveau Talent Théâtre de la SACD en 2013.
Elle est la marraine de la promotion 26 de l’École de La Comédie de Saint-Étienne, sortie en 2015 avec la pièce Tumultes, mise en scène par Marion Guerrero.

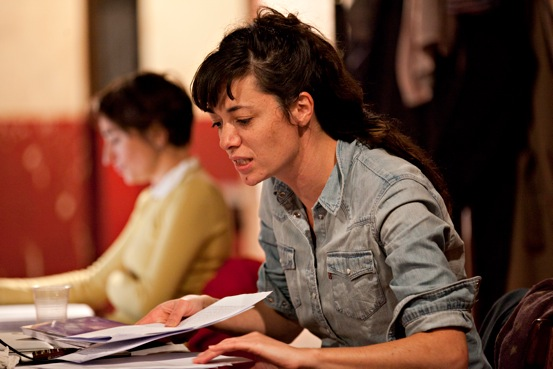
Marion Guerrero en 2011.

Depuis 2020, elle co-dirige avec Pauline Peyrade le département d'écriture de l'ENSATT, après plusieurs années comme intervenante. 
En 2024 sa pièce Orgueil, poursuite et décapitation est jouée Théâtre de Belleville dans le cadre des travaux de fin d'études du cour Florent.

## Prix et distinctions
- 2013 : Prix nouveau talent théâtre de la SACD[2].
- 2023 : Prix SACD de théâtre[5].

## Publications
- Les orphelines: théâtre, Actes Sud-Papiers, coll. « Heyoka jeunesse », 2009 (ISBN 978-2-7427-8703-6).
- Orgueil, poursuite et décapitation: comédie hystérique et familiale, Actes Sud-Papiers, coll. « Actes Sud-Papiers », 2010 (ISBN 978-2-7427-8745-6).
- Saga des habitants du val de Moldavie suivi de Conseils pour une jeune épouse, Actes Sud-Papiers, coll. « Actes Sud-Papiers », 2010 (ISBN 978-2-7427-9265-8).
- Le brame des biches: tragicomédie industrielle, Actes Sud-Papiers, coll. « Actes Sud-Papiers », 2011 (ISBN 978-2-7427-9735-6).
- Tumultes suivi de Débâcles, Actes Sud-Papiers, coll. « Actes Sud-Papiers », 2015 (ISBN 978-2-330-04909-6).
- L'odyssée: pièce pour douze paysages, solistes, quatuor à cordes et orphelins, Actes Sud-Papiers, coll. « Heyoka jeunesse », 2018 (ISBN 978-2-330-10265-4).
- Surexpositions, Patrick Dewaere, Actes Sud-Papiers, 2021 (ISBN 978-2-330-14560-6).